# 중석

중석 이온 (WO_{4}^{2−})의 화학 구조.

중석(重石, tungstate)은  텅스텐과 산소와 다른금속이 결합한 광물이며 텅스텐산과 다른 금속의 염인 것이 많다.

## 예
- 회중석
- 철중석
- 망간중석
- 동중석
- 철망간중석

## 같이 보기
- 텅스텐산
- 대한중석
- 삼산화 텅스텐